# TTL 7408

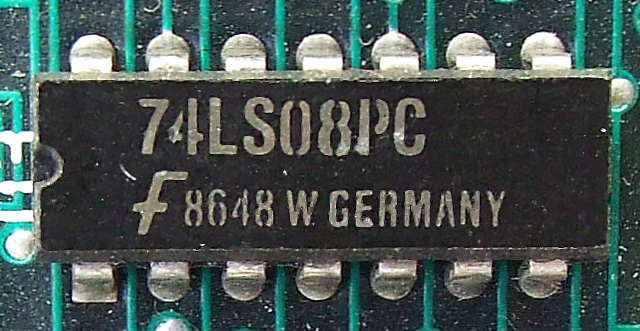
Circuito integrado 74LS08PC da Fairchild Semiconductor

Diagrama de pinos de um circuito integrado 7408

Um die de circuito integrado DM74H08N

O circuito lógico TTL 7408 é um dispositivo TTL que possui quatro portas lógicas AND de duas entradas cada porta. Ele é usado , principalmente, em circuitos eletrônicos lógicos.
O princípio de funcionamento dele é de uma porta lógica AND, que por sua vez é, é uma operação lógica em dois operados que resulta em um valor lógico verdadeiro se e somente se todos os operados tem um valor verdadeiro.